# Нинвольд
Нинвольд (нем. Nienwohld) — община в Германии, в земле Шлезвиг-Гольштейн. 
Входит в состав района Штормарн. Подчиняется управлению Баргтеэиде-Ланд.  Население составляет 459 человек (на 31 декабря 2010 года). Занимает площадь 9,19 км².